# California State University, Sacramento

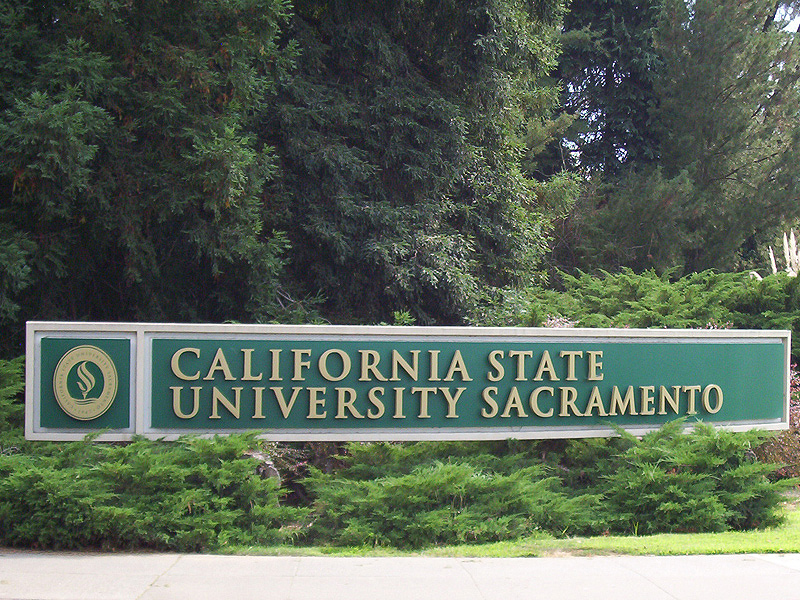
Schild am Nordeingang

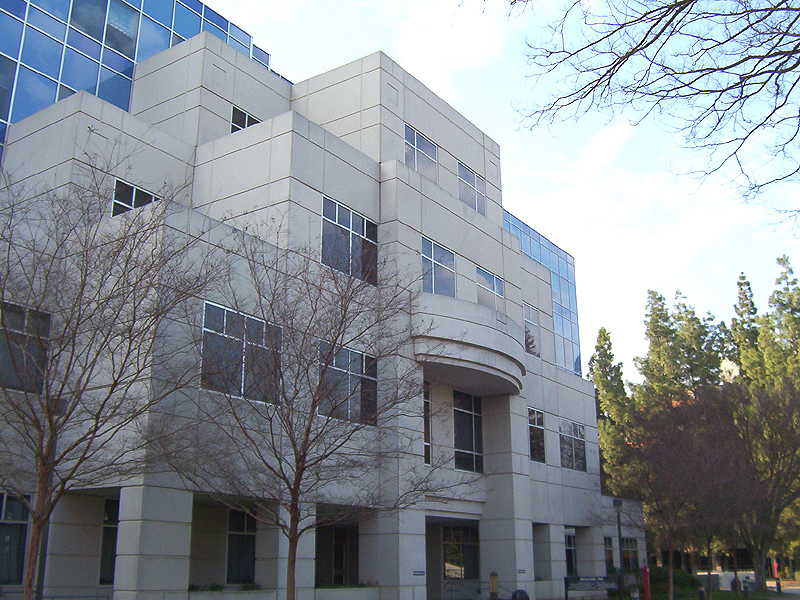
Ein Gebäude der Universität

Die California State University, Sacramento (auch als Sacramento State oder Sac State bekannt) ist eine staatliche Universität in Sacramento im US-Bundesstaat Kalifornien. Mit 27.972 Studenten ist sie die größte Hochschule in Sacramento. Die Universität ist Teil des California-State-University-Systems.

## Geschichte
Die Sacramento State wurde 1947 als Sacramento State College gegründet. Im Jahr 1972 wurde die Hochschule Teil des California-State-University-Systems und erhielt ihren heutigen Namen. Seit 2004 wird die Schule nur noch unter dem Namen Sacramento State vermarktet.

## Sport
Die Sportteams der Sacramento State sind die Hornets. Die Hochschule ist Mitglied der Big Sky Conference.

## Bekannte Absolventen
- Tom Hanks – Schauspieler
- Bridget Marquardt – Model und Schauspielerin
- Bobby McFerrin – Sänger (u. a. Don’t Worry, Be Happy)
- Edward James Olmos – Schauspieler
- Yigal Ozeri – Maler
- Katrin Sieg (M.A. 1988) – deutsche Theaterwissenschaftlerin, Autorin und Hochschullehrerin